# Mate Brajković
Mate Brajković (Sombor, 18. lipnja 1981.) bivši je hrvatski nogometaš koji je igrao na mjestu napadača.